# Bad Things
Bad Things is een nummer van de Amerikaanse rapper Machine Gun Kelly en ex-Fifth Harmony-zangeres Camila Cabello uit 2016. Het nummer gaat over relatieproblemen, en bevat een interpolatie van het nummer Out of My Head van Fastball uit 1999.
Het nummer werd wereldwijd een bescheiden hit. In de Amerikaanse Billboard Hot 100 haalde het de 4e positie. In de Nederlandse Top 40 haalde het de 13e positie, en in de Vlaamse Ultratop 50 de 23e. Het nummer staat op Machine Gun Kelly's derde studioalbum bloom. 